# Taxi de Chicago
Taxi de Chicago (títol original: Chicago Cab) és una comèdia dramàtica estatunidenca dirigida per Mary Cybulski i John Tintori el 1997. Ha estat doblada al català.

## Argument
Adaptació d'una obra de teatre que segueix les aventures durant 14 hores d'un taxista de Chicago (Paul Dillon) en ple Nadal, quan les neures i passions de la gent estan disparades.

## Repartiment
- Paul Dillon: el taxista
- John C. Reilly: Steve
- Julianne Moore: la dona embogida
- Laurie Metcalf: l'executiva
- April Grace: Shalita
- Moira Harris: la religiosa
- Andrew Rothenberg: Homer
- Michael Ironside: Al
- Kevin J. O'Connor: l'home del sud
- John Cusack: l'home espantat
- Harry Lennix: el xicot
- Rana Khan: el pakistanès
- Darryl Theirse: X-Hat
- Olivia Trevino: la noieta

## Rebuda
- Chicago Cab es va estrenar en el Festival Internacional de Cinema de Chicago l'octubre de 1997, on va ser nominat per un premi Hugo. No es va estrenar en sales fins al 18 de setembre de 1998[3]
- La pel·lícula va rebre crítiques per mostrar uns passatgers de taxi irreals, de fet tots els personatges tenen una història apassionant. Roger Ebert, tanmateix, li va donar tres estrelles sobre quatre, dient "el teatre és sempre fet d'alts punts emocionals." Emanuel Levy també va donar una ressenya positiva: "Un compassiu retrat d'un taxista solitari és al centre de la comèdia ... [Els passatgers] punt destacat en un dia laborable típic d'un taxista."[4]